# 軍管区部隊
軍管区部隊（ぐんかんくぶたい）は、1945年（昭和20年）に大日本帝国陸軍が徴兵・動員と地域防衛のために置いた部隊の一種である。作戦部隊以外の補助的な部隊・官衙を軍管区司令部の指揮下に入れて管理したもので、戦闘向きの部隊ではない。第2次世界大戦末期の1945年2月に設けられ、8月の敗戦後、11月までに復員（解散）した。

## 概要
1940年（昭和15年）8月から、日本の内地の防衛は、東部軍管区・北部軍管区などの軍管区を、東部軍・北部軍など同じ地域名を冠した軍が地域分担していた。軍管区は防衛の分担範囲であると同時に、徴兵・動員の地域区分でもあり、陸軍病院など戦闘に向かない組織もあった。第2次世界大戦末期になり、連合軍の本土上陸の可能性が高まった1945年には、戦闘能力を持たない部隊・官衙に対する戦場指揮を考慮する必要が生じた。そこで、従来の軍を分け、作戦部隊を方面軍にまとめて方面軍司令部が指揮し、その他部隊・官衙は軍管区部隊と呼んで軍管区司令部が指揮する体制を作った。軍管区部隊の名は軍管区と一致し、東部軍管区に東部軍管区部隊、北部軍管区に北部軍管区部隊などとした。
これによって形式的には作戦と軍政の分担が明確になったが、方面軍司令部と軍管区司令部は司令官以下ほとんどが兼任しており、実態としては同じ司令部が二つの名称を使い分けるにとどまった。
軍管区部隊は、有機的な組織体ではなく、軍管区にある非戦闘部隊・官衙を軍管区司令部の管理対象として一括したものである。その中心は、師管区司令部の下にある師管区部隊で、軍管区をいくつかに区分した師管区ごとに一つ置かれた。師管区部隊の中心は複数の補充隊で、士官・下士官が兵士を訓練し、新しい部隊を編成したり、既存の部隊に補充兵を送ったりした。一つの師管区にあわせて数千人いた。戦車や一部の砲兵、電信などの補充隊は、軍管区司令部の直轄であった。これら補充隊は戦闘能力を持ったが、他は戦闘向きではなく、やはり師管区司令部の下に入るものと、軍管区司令部に直属するのものがあった。

## 制度の変遷
1945年2月9日制定（10日公布、11日施行）の昭和20年軍令陸第2号で、従来の軍司令部令を軍管区司令部令に改め、従来からある軍管区に置かれていた「軍」を軍管区部隊に改めた。具体的には、軍に属した諸部隊を、方面軍に属するものと軍管区部隊に属するものに振り分けることで、両部隊が発足した。
6月20日制定（22日公布・施行）の昭和20年軍令陸第17号で、四国地方の善通寺師管区がなくなって四国軍管区が新設になり、中国地方の広島師管区がなくなって中国軍管区が置かれた。それぞれの師管区部隊も四国軍管区部隊、中国軍管区部隊に改称し、師管区部隊を持たず補充隊を直下に持つ軍管区部隊となった。両軍管区に対しては、当分の間の措置として、大阪にある中部軍管区司令官が指揮権を与えられた。

## 敗戦後の業務と廃止
8月の敗戦後も、師管区部隊の補充隊は、治安維持のためしばらく存続することになった。陸軍病院は連合軍に接収された時期を経て厚生省が管理する国立病院に変わった。その他の師管区部隊と軍管区直属の部隊は、個々に復員（解散）した。師管区部隊もやがて復員し、陸軍省が廃止された11月30日には、軍管区司令部・師管区司令部も廃止になった。
軍管区部隊を規定した軍管区司令部令は、1946年（昭和21年）3月30日の一復達第4号により、翌31日に廃止された。

## 終戦時の軍管区部隊と師管区部隊
- - 北部軍管区部隊 - 旭川師管区部隊
  - 東北軍管区部隊 - 仙台師管区部隊、弘前師管区部隊
  - 東部軍管区部隊 - 東京師管区部隊、宇都宮師管区部隊、長野師管区部隊
  - 東海軍管区部隊 - 名古屋師管区部隊、金沢師管区部隊
  - 中部軍管区部隊 - 大阪師管区部隊、京都師管区部隊
  - 中国軍管区部隊（1945年6月22日に昇格）
  - 四国軍管区部隊（1945年6月22日に昇格）
  - 西部軍管区部隊 - 熊本師管区部隊、久留米師管区部隊
  - 朝鮮軍管区部隊 - 羅南師管区部隊、平壌師管区部隊、京城師管区部隊、大邱師管区部隊、光州師管区部隊
  - 台湾軍管区部隊
  - 関東軍管区部隊